# Stowarzyszenie Na Rzecz Rozwoju Fotografii Humanistycznej Foto Humanum
Stowarzyszenie Na Rzecz Rozwoju Fotografii Humanistycznej Foto Humanum – polskie stowarzyszenie fotograficzne utworzone w 2009 roku, o charakterze działalności werbalizującym poczynania etyczne oraz humanistyczne, zrzeszające twórców fotografii humanistycznej.

## Historia
Stowarzyszenie Na Rzecz Rozwoju Fotografii Humanistycznej Foto Humanum powołano do życia 2 czerwca 2009 z inicjatywy łódzkich fotografów (m.in. Jana Konrada Soborowskiego, Katarzyny Turkowskiej). W tym samym roku stowarzyszenie zorganizowało pierwszą wystawę fotograficzną, w łódzkiej galerii Carte Blanche. W latach 2009–2012 Foto Humanum było organizatorem 43 ekspozycji fotografii, w galerii Carte Blanche. W 2010 po raz pierwszy zorganizowano plener fotograficzny – w łódzkich świątyniach prawosławnych – we współpracy z Katedralną Parafią Prawosławną św. Aleksandra Newskiego w Łodzi. W 2014 Foto Humanum nawiązało współpracę z Bałuckim Ośrodkiem Kultury Rondo, w 2016 współpracę z Europejskim Centrum Artystycznym im. Fryderyka Chopina w Sannikach. W ramach prezentacji, ekspozycji fotograficznych stowarzyszenie współpracuje (m.in.) z Łódzkim Towarzystwem Fotograficznym, Domem Literatury w Łodzi, galerią ZPAF Krótko i Węzłowato, Urzędem Miasta Łodzi, Cafe Loft w Łodzi.

## Działalność
Celem działalności Stowarzyszenia Na Rzecz Rozwoju Fotografii Humanistycznej Foto Humanum jest upowszechnianie fotografii, upowszechnianie humanistycznej sztuki fotografii, współpraca z innymi środowiskami twórczymi. Statutowym celem grupy jest dbałość o interesy twórcze członków stowarzyszenia oraz dbałość o ochronę ich praw autorskich. Foto Humanum zrzesza twórców fotografii humanistycznej, sympatyków fotografii związanych z łódzkim środowiskiem fotograficznym – fotoamatorów oraz fotografów związanych z fotografią zawodowo.
Foto Humanum jest organizatorem wystaw fotograficznych; dorocznych, indywidualnych, poplenerowych, przeglądowych, zbiorowych (m.in. członków stowarzyszenia) oraz prezentacji pokonkursowych (m.in. cyklicznej wystawy Piotrkowska inaczej). Jest organizatorem konkursów fotograficznych (m.in. Konkursu na Fotohumanistę Roku), plenerów, prelekcji, spotkań, warsztatów fotograficznych. 
Kilku członków Foto Humanum uczestniczyło w ogólnopolskich oraz międzynarodowych prezentacjach fotograficznych, gdzie zostali uhonorowani wyróżnieniami, nagrodami.
Od 2016 spotkania członków Foto Humanum mają miejsce w łódzkiej kawiarni Przędza, gdzie (m.in.) mają do dyspozycji własną przestrzeń wystawienniczą.

## Zarząd
- Katarzyna Turkowska – prezes Zarządu
- Lidia Zysiak – wiceprezes Zarządu
- Jacek Jerominko – sekretarz, skarbnik

Źródło